# Distrito de Talas
El distrito de Talas (en kirguís: Талас району) es uno de los rayones (distrito) de la provincia de Talas en Kirguistán. Tiene como capital la ciudad de Talas.
- Datos: Q793902
- Multimedia: Talas District (Kyrgyzstan) / Q793902